# 리원청
리원청(중국어: 李文成, 병음: Lî Wénchéng, 한자음: 이문성, 1993년 6월 12일 ~)는 대만의 팟캐스터이자 작가이다.